# كردلر (بزكش)
كردلر (بالفارسية: کردلر) هي منطقة سكنية تقع في إيران في قسم بزكش الریفي. يقدر عدد سكانها بـ 416 نسمة بحسب إحصاء 2016.